# Rym banalny
Rym banalny – rym, który stał się pospolity na skutek zbyt częstego wykorzystywania, na przykład wiosna-radosna, albo kocham-szlocham. Rymy banalne często występują w popularnych piosenkach i pieśniach operetkowych.